# Christine Korsgaard

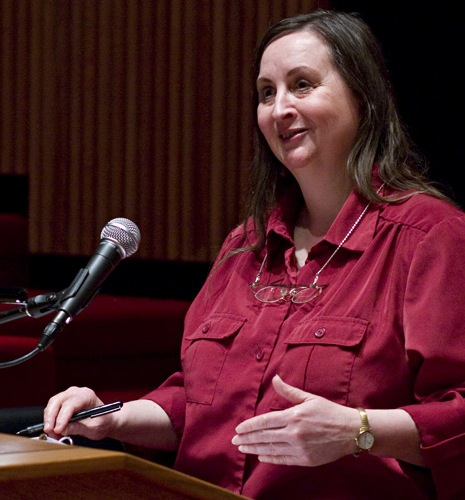
Christine Korsgaard am Amherst College im Jahr 2010

Christine Marion Korsgaard (* 1952 in Chicago) ist eine US-amerikanische Philosophin, die sich insbesondere mit Fragen der Ethik befasst und einflussreiche Beiträge zur Neuinterpretation der Philosophie Immanuel Kants verfasst hat.

## Werdegang
Korsgaard machte ihren Abschluss zum B.A. im Jahr 1974 an der University of Illinois. Danach studierte sie in Harvard bis 1979 unter anderem bei John Rawls. 1978 war sie am MIT und 1979–1980 an der Yale University als Dozentin tätig. Ihren Ph.D. legte sie 1981 in Harvard ab. Ihre Doktorarbeit, die von John Rawls und Martha Nussbaum betreut worden war, trägt den Titel The Standpoint of Practical Reason (deutsch: Der Standpunkt der praktischen Vernunft). Danach schlossen sich Lehrtätigkeiten an der University of California in Santa Barbara (1980–83), in Berkeley (1989) und Los Angeles (1990) sowie in Chicago (1983–1991) an. 1990 wurde sie zur Professorin ernannt. Im Jahr 1991 wechselte sie nach Harvard. Dort leitete sie von 1995 bis 2002 das Department of Philosophy und erhielt 1999 den Lehrstuhl als Arthur Kingsley Porter Professor of Philosophy.
Korsgaard ist Mitglied der American Philosophical Association, der North American Kant Society, der Hume Society sowie der American Society for Political and Legal Philosophy. Sie wurde 2001 in die American Academy of Arts and Sciences und 2015 in die British Academy gewählt.
Im Jahr 2004 erhielt Korsgaard den Ehrendoktor (L.H.D.: Doctor of Humane Letters; lat.: Litterarum humanarum doctor) der University of Illinois.

## Lehre
Korsgaard befasst sich vor allem mit Moralphilosophie und deren Geschichte, praktischer Vernunft (Kant), personaler Identität sowie mit dem Verhältnis von Mensch und Tier.

### The Sources of Normativity
In „The Sources of Normativity“ (1996), einer Ausarbeitung ihrer Tanner Lectures on Human Values  von 1992, untersucht sie die Geschichte der Ideen über die Grundlagen der Verpflichtung in der modernen Moralphilosophie und nimmt dabei eine an Kant angelehnte konstruktivistische Position ein, nach der normative Wahrheiten Ergebnis der willentlichen Tätigkeit des Menschen sind. Praktische Identität ist eine Selbstinterpretation, aus der spezifische Gründe und Verpflichtungen entstehen. Normativität entsteht aus der Überzeugung, dass eine bestimmte Handlungsweise die überzeugendste Lösung für ein Problem ist. Wenn man anders handelt, verstößt man gegen seine Überzeugung, was richtig ist. Aufgrund der reflexiven Struktur des menschlichen Geistes bildet man ein Selbstkonzept, das dafür verantwortlich ist, dass man Handlungsgründe als verbindlich anerkennt. Man entwickelt inhaltliche Prioritäten und Wertvorstellungen, an denen man sich orientiert und die dafür maßgeblich sind, dass man eine Handlung als richtig erachtet und sich dafür bewusst entscheidet.

### Creating the Kingdom of Ends
Das zweite Buch „Creating the Kingdom of Ends“ (1996) ist eine Sammlung von dreizehn Aufsätzen zur Ethik Kants. Thematische Schwerpunkte sind die Voraussetzungen von Deliberations- und Entscheidungsprozessen. Das Werk ist thematisch in zwei Bereiche gegliedert: Im ersten Teil verteidigt Korsgaard die Ethik Kants im Hinblick auf Entscheidungsprobleme und im zweiten Teil zieht die Autorin andere klassische Autoren, wie Aristoteles, Hume und Moore, heran um ihre Position über den Kant-Diskurs hinaus abzusichern.

### The Constitution of Agency
In „The Constitution of Agency“ (2008) präsentiert Korsgaard einige Aufsätze zur praktischen Vernunft und zur Moralpsychologie. Unter anderem vertritt sie darin die These, dass die Prinzipien der praktischen Vernunft das menschliche Handeln bestimmen. Indem Handlungen in Übereinstimmung mit dem kategorischen Imperativ und gemäß dem Prinzip der instrumentellen Vernunft erfolgen, erhält der Mensch die Fähigkeit der Selbstkontrolle. Nach Korsgaard ist nicht der Egoismus handlungsleitend, sondern das Streben des Menschen nach dem Guten. Sie argumentiert, dass zwischen Aristoteles’ Tugendethik und Kants Pflichtethik insofern Übereinstimmung besteht, als beide Handlungen als durch Vernunft bestimmt verstehen und für beide das moralisch Gute das Ziel des Handelns ist. Sowohl die kantischen Maximen als auch der aristotelische Logos sind Ausdrucksformen der Vernunft.
Korsgaard unterscheidet dabei zwischen Handlung und Handlungsweise. Im Gegensatz zur reinen Handlung („ich lüge“) ist eine Handlungsweise („ich lüge, um mehr Geld zu verdienen“) mit einem selbst gesetzten Zweck verbunden. Die Handlungsweise ist Träger des moralischen Wertes, während die Handlung nur der moralischen Beurteilung unterliegt. Hierdurch unterscheiden sich Kant (Maximen) und Aristoteles (Tugend) vom Konsequenzialismus der beispielsweise für den Utilitarismus bestimmend ist.
„Wenn man also mit Kant und Aristoteles davon ausgeht, dass der Gegenstand von Moral die Handlungsweise als ganze ist, dann ist der Konsequenzialismus offensichtlich keine Moraltheorie, sondern eine Art technologische Vision, ein Moralersatz, ein sozialtechnisches Projekt.“

### Self-Constitution: Agency, Identity, and Integrity
Ihre Arbeit „Self-Constitution: Agency, Identity, and Integrity“ (2009) ist eine Erweiterung ihrer Locke Lectures aus dem Jahr 2002. In diesem Buch befasst sich Korsgaard mit den Grundlagen der moralischen Handlungsfähigkeit. Für sie sind moralische Prinzipien und Prinzipien der praktischen Vernunft allgemein bestimmend für die Handlungsfähigkeit und zugleich bestimmend für die eigene Identität. Als rationales Wesen ist der Mensch sich der Prinzipien seines Handelns bewusst. Gut ist für ihn eine Handlung, wenn sie der Handelnde selbst autonom verursacht. Die normative Kraft der Prinzipien der praktischen Vernunft ergibt sich daraus, dass der Akt des Wollens festlegt, dass man den Prinzipien auch notwendig folgt. Der Mensch bindet sich an Prinzipien wie den Kategorischen Imperativ oder die Anerkennung der Autonomie der Person.
Korsgaard verteidigt ihren Konstruktivismus in Analogie zu Wittgensteins Privatsprachenargument. So wie Wörter eine Bedeutung erst durch Kommunikation mit Dritten erhalten, so entfalten Gründe auch ihre normative Kraft erst in der Öffentlichkeit. Gründe die man akzeptiert, setzen ein „Ich“ voraus. „Meine Gründe sind Teil meiner praktischen Identität; ich konstruiere meine praktische Identität, so dass meine Existenz meinen Gründen zuzusagen nicht vorausgeht. [...] Dies impliziert nicht eine Dritte-Person-Perspektive, sondern vielmehr die Annahme einer pluralen Erste-Person-Perspektive, [...] Bei dieser pluralen Erste-Person-Perspektive geht es uns um Rechtfertigung und nicht um Erklärung.“ Erklärung bezieht sich auf Objekt, auf das Sein; Rechtfertigung handelt vom Sollen und erfolgt gegenüber Subjekten.

## Werke (Auswahl)
- The Sources of Normativity, Harvard University Press 1996, ISBN 978-0-521559607
- Creating the Kingdom of Ends, Cambridge University Press 1996, ISBN 978-0-521499620
- The Constitution of Agency. Essays on Practical Reason and Moral Psychology, Oxford University Press 2008, ISBN 978-0-19-955274-0
- Self-Constitution: Agency, Identity, and Integrity, Oxford University Press 2009, ISBN 978-0-19-955280-1
- Fellow Creatures: Our Obligations to the Other Animals, Oxford University Press 2018, ISBN 978-0-19-875385-8 (dt. Tiere wie wir: Warum wir moralische Pflichten gegenüber Tieren haben. Eine Ethik, München: C.H. Beck 2021, ISBN 978-3406765452)

## Belege
1. ↑  Korsgaard, Christine: The Standpoint of Practical Reason. In: dash.harvard.edu. August 1981, abgerufen am 12. Juli 2023.
2. ↑  Interview mit Christine Korsgaard, in: Herlinde Pauer-Studer (Hrsg.): Konstruktionen praktischer Vernunft, Suhrkamp, Frankfurt 2000, 36-66, hier 41/42
3. ↑  Interview mit Christine Korsgaard, in: Herlinde Pauer-Studer (Hrsg.): Konstruktionen praktischer Vernunft, Suhrkamp, Frankfurt 2000, 36-66, hier 47
4. ↑  Interview mit Christine Korsgaard, in: Herlinde Pauer-Studer (Hrsg.): Konstruktionen praktischer Vernunft, Suhrkamp, Frankfurt 2000, 36-66, hier 44